# Высоцкий, Войцех
Войцех Высоцкий (пол. Wojciech Wysocki; род. 16 января 1953) — польский актёр театра, кино, радио и телевидения, также актёр озвучивания.

## Биография
Войцех Высоцкий родился в Щецине. Актёрское образование получил в Государственной высшей театральной школе в Варшаве (теперь Театральная академия им. А. Зельверовича), которую окончил в 1976 году. Актёр театров в Варшаве. Выступает также в спектаклях польского «театра телевидения» (с 1975 года) и «театра Польского радио» (с 1976 года).

## Избранная фильмография
актёр:
- 1976 — Доложи, 07 / 07 zgłoś się (только в 4-й серии)
- 1976 — С любовью / Con amore
- 1978 — Роман Терезы Хеннерт / Romans Teresy Hennert
- 1978 — Без наркоза / Bez znieczulenia
- 1978 — Мёртвые бросают тень / Umarli rzucają cień
- 1979 — Час «В» / Godzina «W»
- 1979 — Дирижёр / Dyrygent
- 1983 — Верная река / Wierna rzeka
- 1985 — Боденское озеро / Jezioro Bodeńskie
- 1987 — Внутренняя жизнь / Życie wewnętrzne
- 1988 — И скрипки умолкли / I skrzypce przestały grać
- 1989 — Дежа вю / Déjà vu
- 1991 — Очень важная персона / V.I.P.
- 1992 — Энак / Enak
- 1995 — Ничего смешного / Nic śmiesznego
- 1995-1996 — Экстрадиция / Ekstradycja
- 2002 — День психа / Dzień świra
- 2006 — Каждый из нас — Христос / Wszyscy jesteśmy Chrystusami

польский дубляж:
- Вэлиант: Пернатый спецназ, Жила-была жизнь, Ким Пять-с-Плюсом, Тачки, Чудеса на виражах, Чудотворец

## Признание
- «Wielki Splendor» — приз «Польского радио» лучшему актёру радиопостановок (2007).